# Плуда (Бреша)
Плуда је насеље у Италији у округу Бреша, региону Ломбардија.
Према процени из 2011. у насељу је живело 23 становника. Насеље се налази на надморској висини од 65 м.